# 大館 (香港)

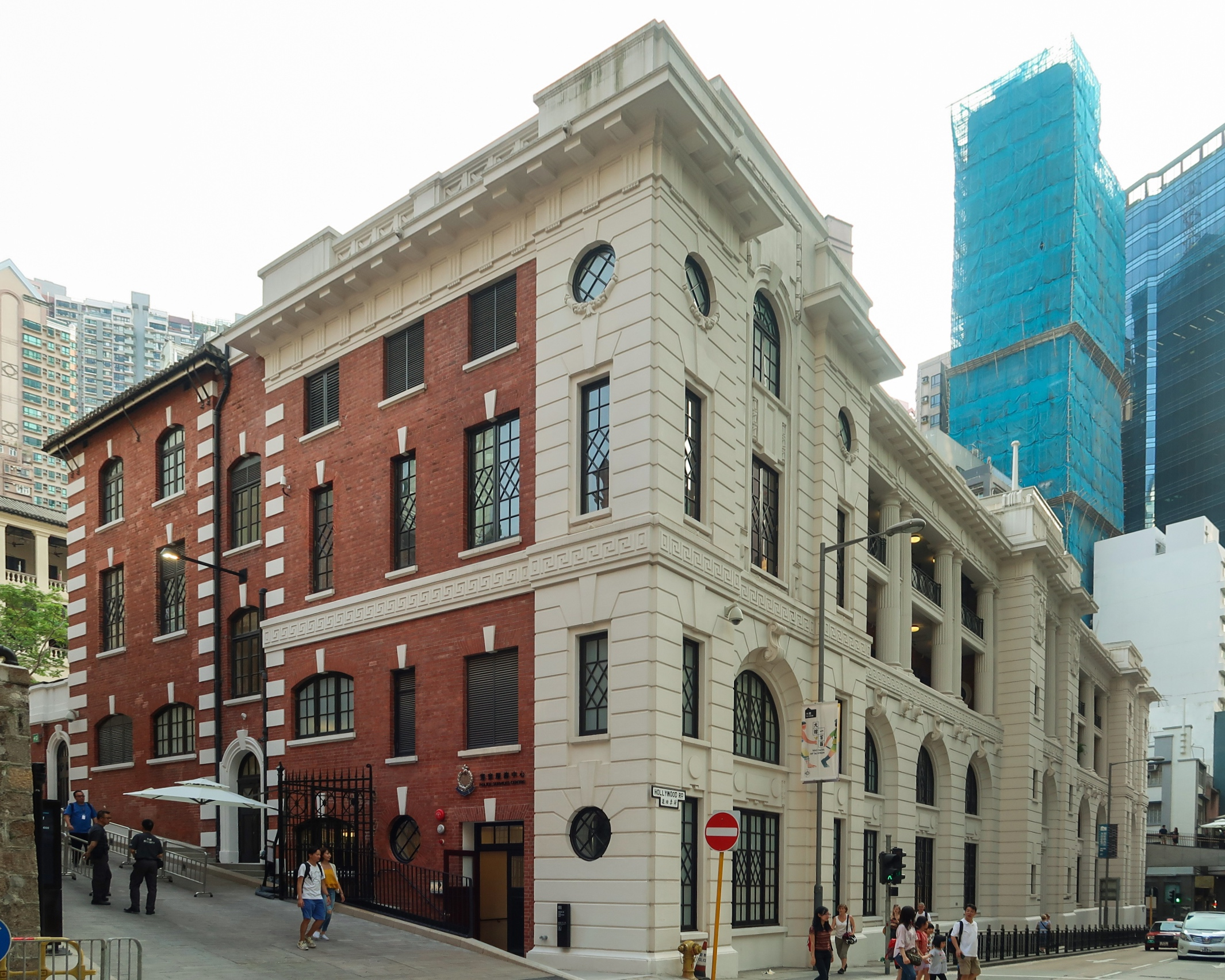
警察本部ビル

大館（だいかん）、もしくは旧中区警署（きゅうちゅうくけいしょ、英語: Central Police Station、CPS）、は香港中環（セントラル）ハリウッドロードにある建築群である。元々は香港警察本部だった。現在は香港法定古蹟にリストアップされ、2018年5月29日からは無料公開している。